# Heinrich Kirchheim

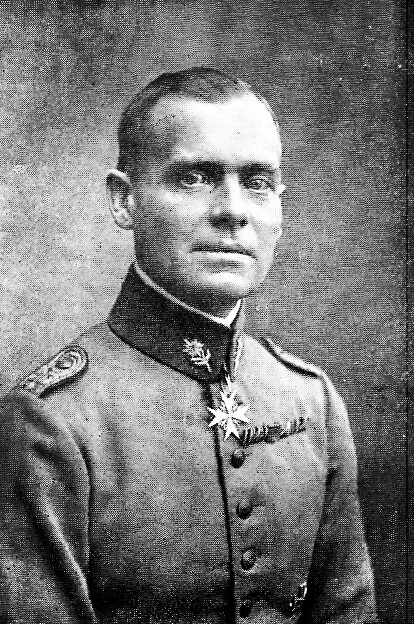
Hauptmann Kirchheim mit Uniform der Preußischen Armee

Heinrich Kirchheim (* 6. April 1882 in Groß Salze; † 14. Dezember 1973 in Lüdenscheid) war ein deutscher Generalleutnant im Zweiten Weltkrieg.

## Leben
Als Fahnenjunker trat Kirchheim am 1. Mai 1899 in das Infanterie-Regiment „Prinz Friedrich der Niederlande“ (2. Westfälisches) Nr. 15 der Preußischen Armee in Minden ein und avancierte bis Mitte Oktober 1900 zum Leutnant. Anlässlich der Unterdrückung des Aufstandes der Herero trat er am 1. Oktober 1904 zur Schutztruppe für Deutsch-Südwestafrika über und diente bis März 1914 in der deutschen Kolonie. Für seine Tätigkeit erhielt Kirchheim den Kronen-Orden IV. Klasse mit Schwertern und war zwischenzeitlich Mitte Februar 1910 zum Oberleutnant befördert worden. Anschließend kehrte er nach Deutschland zurück und wurde im Magdeburgischen Jäger-Bataillon Nr. 4 angestellt.

### Erster Weltkrieg
Zu Beginn des Ersten Weltkriegs wurde Kirchheim Kompanieführer im Hannoverschen Jäger-Bataillon Nr. 10. Mit seinem Bataillon nahm er an den Kämpfen an der Westfront teil. Dort wurde er am 24. August 1914 zum Hauptmann befördert. Am gleichen Tag erhielt Kirchheim beim Versuch, eine englische Batterie bei Fontaine aux Pierre östlich von Cambrai zu nehmen, einen Gewehrschuss durch den Hals. Nach seiner Genesung trat er mit seinem Bataillon im Mai 1915 zum neugegründeten Alpenkorps über und wurde mit diesem in Tirol eingesetzt. Der Erzherzog Karl besuchte am 27. Juni das Bataillon und verlieh ihm das Edelweißabzeichen, welches bis zum Schluss des Feldzugs an Tschako und Mütze getragen wurde. 
Während der Schlacht um Verdun lag Kirchheim im Charleviller Lazarett. Am 15. August 1916 wurde Kirchheim zum Kommandeur des Bataillons ernannt.
Am 25. August 1918 führte Kirchheim sein Bataillon zum Sturm auf den Kemmel. Hierbei verwundete ihn ein Artilleriegeschoss am Kopf. Für sein hohes Verdienst bei der Erstürmung wurde Kirchheim am 12. Mai für den Orden Pour le Mérite eingereicht, erhielt ihn jedoch nicht. Bei der Abwehrschlacht zwischen Somme und Oise zeichnete sich Kirchheim mit seinem Bataillon wieder so aus, dass er von seinem Regimentskommandeur zum zweiten Mal vorgeschlagen wurde. Wilhelm II. sprach daraufhin am 13. Oktober 1918 mit Kabinettsorder die Verleihung des Pour le Mérite an den Kirchheim aus. In den letzten Kriegswochen war er mit seinem Bataillon wieder auf dem Balkan im Einsatz und ging nach den Rückzugskämpfen in Serbien und Mazedonien über die Donau und Save zurück nach Ungarn. Für sein Wirken hatte man Kirchheim mit beiden Klassen des Eisernen Kreuzes, dem Ritterkreuz des Königlichen Hausordens von Hohenzollern mit Schwertern, dem Verwundetenabzeichen in Schwarz, dem Bayerischen Militärverdienstorden IV. Klasse mit Schwertern, dem Mecklenburgischen Militärverdienstkreuz II. Klasse sowie dem Kreuz für Verdienste im Kriege ausgezeichnet. Die Verbündeten Österreicher würdigten ihn mit dem Orden der Eisernen Krone und dem Militärverdienstkreuz III. Klasse mit Kriegsdekoration.

### Freikorps
Nach Kriegsende und Rückkehr in die Heimat stellte Kirchheim aus den Resten des Bataillons am 18. Januar 1919 in Goslar das Freiwillige Hannoversche Jägerbataillon auf. Es kam am Abend des 25. Januars in Fraustadt (Posen) an. Im nahegelegenen Glogau war der Sitz der 10. Division gewesen. Zusammen mit der ebenfalls nach Fraustadt geleiteten 2. Batterie des 2. Thüringischen Feldartillerie-Regiments Nr. 55, welche dem Bataillon angegliedert werden sollte, unterstand taktisch der Division. Am 28. traf die Batterie mit einer Kompanie des Jäger-Bataillons Nr. 4 in Fraunstadt ein. Nachdem auch noch Jäger des Jäger-Bataillons Nr. 14 eingetroffen waren, meldete Kirchheim am 3. Februar die beendete Aufstellung des Bataillons.
Am 6. Februar wurde es nach Rawitsch verlegt. Eine wichtige Höhenstellung von Sarne-Sarnowko wurde zurückerobert. Vom Abschnitt Rawitsch wurde das Bataillon in den Abschnitt Meseritz, Generalmajor Janke, verlegt. Dessen Unterabschnitt Züllichau unterstand dem Oberst Burchardi, Kommandeur des Füsilier-Regiment „General-Feldmarschall Graf Moltke“ (Schlesisches) Nr. 38. In diesem war das Bataillon unweit Neudorfs eingesetzt. Es wurde Groitzig zurückerobert. 
Von der OHL erging am 17. Februar der Befehl, dass jegliche Offensivbewegungen sofort einzustellen seien. Das Bataillon wurde daraufhin als Hauptreserve des Generalkommandos vom VI. Armee-Korps nach Glogau verlegt. Hier wurde es gegen den Spartakusaufstand eingesetzt.
In Fröbel, später auch in Schlichtingsheim und Zirkau, entstanden Rekruten-Depots. Anfang März rückte das Bataillon in Herrndorf ein. Es verdichteten sich Pläne, dass das Freiwillige Hannoversche Jägerbataillon der Reichswehr-Brigade 27 in Frankfurt (Oder) unterstellt und den Namen Reichswehr-Jäger-Bataillon 27 bekommen sollte.
Das Reichswehr-Jäger-Bataillon Kirchheim trug nun das Edelweiß, welches während des Krieges an der Mütze getragen wurde, als gemeinsames Kennzeichen des Bataillons auf grüner Platte als Kragenabzeichen.
Wenn am 23. Juni um 9 Uhr abends wieder der Kriegszustand mit den Polen in Kraft träte, wollte das Bataillon wieder nach Osten vordringen. Dies war jedoch nicht der Fall, da die Nationalversammlung sich entschloss, den Friedensvertrag von Versailles zu unterzeichnen. Am 26. Juni traf der Befehl ein, das Bataillon zu verladen. Bis 9. Juli war es Ordnungskräfte in Küstrin und wurde dann dem Generalkommando X unterstellt und nach Celle abtransportiert. Hier blieb es bis zum 28. Juli. Kirchheim übergab sein Bataillon, zu dessen Stab er fortan gehörte, am 2. August an Major Pflugradt.

### Reichswehr
Ab dem 1. Oktober 1920 sollte das IV. Bataillon des Reichswehr-Infanterie-Regiments 13, einst hervorgegangen aus den Weseler Infanterie-Regimentern 56 und 57 im Jägerbataillon aufgehen. Dieses hatte als III. (Jäger)-Bataillon des aus dem Reichswehr-Infanterie-Regiment 20 zu bildenden 17. Infanterie-Regiment seinen Platz in der seit 1. Januar 1921 bestehenden neuen Reichswehr. Kirchheim war wieder Kompaniechef.
Zum Major wurde er am 1. April 1923 befördert. Einen Monat später folgte seine Ernennung zum Adjutant der 1. Kavallerie-Division in Frankfurt (Oder), wo er im Stab Verwendung fand. Zum Bataillonskommandeur im 7. (Preußisches) Infanterie-Regiment wurde er am 15. Mai 1926 ernannt. Hier wurde er am 1. November 1928 zum Oberstleutnant befördert. Zum Kommandanten von Glatz wurde er am 1. Februar 1930 ernannt. Als solcher wurde er am 11. April 1931 zum Oberst und schied am 31. März 1932 aus dem aktiven Dienst.

### Nationalsozialismus
Zwei Jahre später wurde er reaktiviert und am 1. Oktober 1934 zum Wehrbezirkskommandeur vom Ausbildungsbataillon des Infanterie-Regiments Arnsberg ernannt. Am 15. November 1934 wurde er zum Wehrbezirksleiter von Köln, am 1. Juni 1938 von Wien ernannt.
Kirchheim erhielt am 27. August 1939, dem sogenannten „Tannenbergtag“, den Charakter als Generalmajor.

#### Zweiter Weltkrieg
Während des Zweiten Weltkriegs wurde Kirchheim am 1. Oktober 1939 zum Kommandeur des Infanterie-Regiments 276 (94. Infanterie-Division) und ab 1. Dezember 1939 der 169. Infanterie-Division ernannt. Am 1. Juli 1940 erhielt er das Patent zu seinem Dienstgrad. Seine Division wurde im Juni 1940 im Verband der 16. Armee im Westfeldzug in Lothringen eingesetzt und anschließend im Verband der 1. Armee als Besatzungstruppe in Ostfrankreich. 
Kircheim wurde am 1. März 1941 zum Leiter der Sonderstelle Libyen ernannt und mit der Führung der italienischen Division „Brescia“ in Nordafrika beauftragt. Weder Kirchheim noch sein Stab verfügten über militärische Erfahrung auf dem dortigen Kriegsschauplatz, doch Erwin Rommel entschied sich für ihn, um seine unterbesetzten Feldformationen zu verstärken. Für seinen Einsatz bei der Belagerung von Tobruk wurde er am 14. Mai 1941 mit dem Ritterkreuz des Eisernen Kreuzes ausgezeichnet. 
Ab dem 15. Juni 1941 war Kirchheim Führer des Sonderstabes Tropen im OKH in Berlin. Zum Generalleutnant wurde er am 1. Juli 1942 ernannt.
Nach dem Verlust Afrikas wurde der Stab 1943 aufgelöst und Kirchheim zum Leiter des Sonderstabes C im OKH ernannt. Diesem oblagen Kontrollaufgaben in der Ausbildung des Ersatzheeres. Ab dem 2. August 1944 war er stellvertretendes Mitglied des Ehrenhofes des Heeres, der die Verschwörer des 20. Juli aus der Wehrmacht ausstoßen sollte.
Ab dem 15. Oktober 1944 war Kirchheim Inspekteur der Wehrersatzinspektion Berlin. Nachdem er am 1. April 1945 in die Führerreserve versetzt worden war, geriet er am 12. April in Kriegsgefangenschaft. Am 4. Mai kam er nach Trent Park ins Camp 11 und wurde später ins Island Farm Special Camp 11 verlegt. Am 30. September 1947 wurde er in den amerikanischen Sektor entlassen.